# 福山北警察署
福山北警察署（ふくやまきたけいさつしょ）は、広島県警察が管轄する警察署の一つである。福山市北部と神石郡神石高原町全域に及ぶ管轄地域をもつ。

## 概要
2008年（平成20年）4月1日に広島県内28番目の警察署として開署。1987年（昭和62年）9月1日の広島西警察署以来21年ぶりの開署となった。
広島県警察本部が福山市北部地区の人口急増と既存の人口密集地を抱え管轄区域も広大であった福山東警察署の負担軽減のため建設。以前は神辺交番（他県にある幹部交番のような規模）で対応していた。2005年（平成17年）に完了した神辺町の道上土地区画整理事業地内に敷地を購入し、2006 - 2007年度予算で建設された。広島県東部の警察署では唯一、射撃場を有する。

## 所在地
- 広島県福山市神辺町新道上三丁目14番地[1]

## 管轄区域
- 福山市のうち
  - 御幸町
  - 芦田町
  - 加茂町
  - 山野町
  - 駅家町
  - 新市町
  - 神辺町
- 神石郡神石高原町

## 組織
- 署長、副署長をはじめ13課[1]

## 沿革
- 2008年（平成20年）4月1日 - 新設。
- 2016年（平成28年） 
  - 6月12日 - 岡山県井原警察署と初めて同時間帯での交通検問を実施[2]。
- 2025年（令和7年）1月30日 - 新市交番が福山市役所新市支所敷地内に移転（開所式は2月19日に開催）[3][4]。

## 交番
（）の中は所在地。
- 駅家交番（福山市駅家町江良）
  - 福山市駅家町のうち今岡・江良・大橋・上山守・倉光・下山守・近田・中島・法成寺・坊寺・万能倉・向永谷・弥生ヶ丘
- 神辺交番（福山市神辺町川南）
  - 福山市神辺町のうち川北・川南・新徳田・新湯野・徳田・箱田・湯野
- 新市交番（福山市新市町新市）
  - 福山市新市町のうち上安井・相方（さがた）・下安井・新市・戸手・宮内
- 油木交番（神石郡神石高原町油木乙）
  - 神石郡神石高原町のうち上野・小野・新免・李・近田・花済・安田・油木

## 警察官駐在所
（）の中は所在地。
- 有地警察官駐在所（福山市芦田町上有地）
  - 福山市芦田町のうち上有地・下有地・柞磨（たるま）
- 加茂警察官駐在所（福山市加茂町中野）
  - 福山市加茂町のうち芦原・粟根・北山・中野
- 下加茂警察官駐在所（福山市加茂町下加茂）
  - 福山市加茂町のうち上加茂・下加茂・八軒屋・百谷
- 竹尋警察官駐在所（福山市神辺町下竹田）
  - 福山市神辺町のうち旭丘・上竹田・下竹田・八尋
- 中条警察官駐在所（福山市神辺町東中条）
  - 福山市神辺町のうち西中条・東中条・三谷
- 常金丸警察官駐在所（福山市新市町常）
  - 福山市新市町のうち金丸・常・藤尾
- 服部警察官駐在所（福山市駅家町助元）
  - 福山市駅家町のうち雨木・助元・新山・服部永谷・服部本郷
- 福田警察官駐在所（福山市芦田町福田）
  - 福山市芦田町のうち福田
- 御野警察官駐在所（福山市神辺町下御領）
  - 福山市神辺町のうち上御領・下御領・平野
- 山野警察官駐在所（福山市山野町山野）
  - 福山市山野町全域
- 井関警察官駐在所（神石郡神石高原町井関）
  - 神石郡神石高原町のうち井関・大矢・坂瀬川・時安
- 小畠警察官駐在所（神石郡神石高原町小畠）
  - 神石郡神石高原町のうち阿下・上・亀石・木津和・桑木・小畠・階見（しなみ）・高蓋・父木野・常光・光末・光信
- 神龍警察官駐在所（神石郡神石高原町相渡）
  - 神石郡神石高原町のうち相渡・永野・古川
- 豊松警察官駐在所（神石郡神石高原町下豊松）
  - 神石郡神石高原町のうち有木・上豊松・笹尾・下豊松・中平
- 福永警察官駐在所（神石郡神石高原町福永）
  - 神石郡神石高原町のうち草木・高光・田頭・福永・牧